# Our Steady Boy
〈Our Steady Boy〉는 유이카오리의 1번째 싱글이다. 2010년 5월 12일에 스타 차일드에서 발매되었다.

## 개요
초회한정반과 통상반의 2형태에서 발매되어 전자에서는 PV가 수록된 DVD와, 전4종 중에서 1장이 랜덤으로 봉입된 생사진이 포함되어 있다.
타이틀 곡 〈Our Steady Boy〉는 TV 애니메이션 《kiss×sis》의 엔딩 테마로 사용되며, 유이카오리가 같은 남성을 사랑해버려서 사이좋게 지내거나 서로 으르렁거나 하는 내용으로 되어 있다.
커플링곡은 야마토 나데시코의 1번째 싱글 〈또 다른 나〉의 커버곡으로 되어 있다.

## 수록곡
1. Our Steady Boy [3:59]
작사: 오모리 쇼코, 작곡 · 편곡: 우에키 미즈키 in 슌류
2. 또 다른 나(もうひとりの私) [4:07]
작사: 타다노 마츠미, 작곡 · 편곡: 오타 미치히코
3. Our Steady Boy (off vocal ver.)
4. 또 다른 나 (off vocal ver.)

## 수록 음반
| 곡명           | 앨범      | 발매일          |
| -------------- | --------- | --------------- |
| Our Steady Boy | 《Puppy》 | 2011년 9월 21일 |